# 雷諾方程式2.0北歐盃
雷諾方程式2.0北歐盃（英語：Formula Renault 2.0 Northern European Cup，簡稱為NEC FR2.0）是舉辦於北歐（德國、荷蘭和比利時）的雷諾方程式2.0錦標賽。此系列賽是在2006年合併了1991年創建的德國雷諾方程式2.0（英語：Formula Renault 2.0 Germany）和2003年創建的荷蘭雷諾方程式2.0（英語：Formula Renault 2.0 Netherlands）所誕生而成的。
雷諾方程式北歐盃是由德國雷諾運動和MdH顧問組成。

冬季盃（英語：Winter Cup）在2007年成為此系列賽第一場休賽期的錦標賽，這項賽事是在12月於霍肯海姆和奧舍爾斯萊本創建。冠軍將能無條件參賽2008年的北歐盃賽季。
參賽賽車如同其他雷諾方程式2.0系列賽一般，使用Tatuus底盤和2.0升雷諾Clio引擎。而輪胎供應商為米其林。
比賽獲得的積分如下：冠軍30分、亞軍24分、季軍20分，接著17分、16分、15分……至第20名獲得1分。僅完賽車手才能授予積分。
一項次級別的賽事——雷諾方程式2.0北歐盃FR2000（英語：Formula Renault 2.0 Northern European Cup FR2000）在2010年展開。

## 外部連結
- 官方网站